# Италия на зимних Олимпийских играх 1998
Италия была представлена на зимних Олимпийских играх 1998 года 113 спортсменами (79 мужчин, 34 женщины), выступившими в состязаниях по 13 видам спорта. Итальянская сборная завоевала 10 медалей (2 золотых, 6 серебряных, 2 бронзовых), что вывело её на 10 место в неофициальном командном зачёте.

## Медалисты
| Медаль  | Спортсмен                                                           | Вид спорта        | Дисциплина                      |
| ------- | ------------------------------------------------------------------- | ----------------- | ------------------------------- |
| Золото  | Дебора Компаньони                                                   | Горнолыжный спорт | Женщины, гигантский слалом      |
| Золото  | Гюнтер Хубер Антонио Тарталья                                       | Бобслей           | Мужчины, двойки                 |
| Серебро | Дебора Компаньони                                                   | Горнолыжный спорт | Женщины, слалом                 |
| Серебро | Марко Альбарелло Фульвио Вальбуза Фабио Май Сильвио Фаунер          | Лыжные гонки      | Мужчины, эстафета 4х10 км       |
| Серебро | Стефания Бельмондо                                                  | Лыжные гонки      | Женщины, 30 км свободным стилем |
| Серебро | Армин Цоггелер                                                      | Санный спорт      | Мужчины, одиночки               |
| Серебро | Пьеральберто Каррара                                                | Биатлон           | Мужчины, 20 км                  |
| Серебро | Томас Пруггер                                                       | Сноубординг       | Мужчины, 20 км                  |
| Бронза  | Сильвио Фаунер                                                      | Лыжные гонки      | Мужчины, 30 км                  |
| Бронза  | Карин Мородер Мануэла Ди Чента Габриэлла Паруцци Стефания Бельмондо | Лыжные гонки      | Женщины, эстафета 4х5 км        |